# Whalers Beach
Whalers Beach ist ein Sandstrand im Süden des australischen Bundesstaats Western Australia. Er ist ein Teil der Frenchman Bay und liegt beim gleichnamigen Ort Frenchman Bay auf der Torndirrup Peninsula.
Der Strand ist 730 Meter lang und bis zu 25 Meter breit. Er öffnet sich in Richtung Norden zum King George Sound. Eine Straße führt zum östlichen Ende des Strandes, wo sich ein Picknickplatz und ein Parkplatz befinden.
Whalers Beach wird nicht von Rettungsschwimmern bewacht. Er wird von SLSA (Surf Life Saving Australia) als ungefährlich eingestuft.
1913 hatten eine norwegische Walfanggesellschaft am Strand die Norwegian Bay Whaling Station errichtet, die bis 1957 existierte und von unterschiedlichen Gesellschaften betrieben wurde. Heute ist an dem Ort eine Picknickstation errichtet worden und es erinnern nur noch Betonfundamente am Strand an die damalige Anlage.